# قیچی (فیلم ۱۳۹۴)
قیچی فیلمی به کارگردانی و نویسندگی کریم لک‌زاده و تهیه‌کنندگی احسان فولادی‌فرد محصول سال ۱۳۹۴ است. این فیلم در بخش هنر و تجربه سی و چهارمین دوره جشنواره فیلم فجر حضور داشته‌است.

## بازیگران
- عباس غزالی
- سروش صحت
- بهزاد دورانی
- محمدرضا داوودنژاد
- رابعه مدنی
- سونیا سنجری
- رضا رزم
- مونا محمودزاده
- کمال هاشمی
- فهیمه شریفی
- افسانه صالحی
- ستاره رضایی
- امیرعلی خانی
- هلیا لطفی
- امیر بهادر
- وحید حبیبیان